# مدرسه عالی تصویر و صدای فرانسه
مدرسه عالی تصویر و صدا (به فرانسوی: La Fémis) یک مؤسسه آموزش عالی دولتی فرانسوی، که عضو دانشگاه علوم و ادبیات فرانسه (به فرانسوی:PSL) است. این مدرسه آموزش فنی و هنری را برای آموزش متخصصان در صنعت سمعی و بصری و فیلم ارائه می‌دهد. مدرسه ملی تصویر و صدا در سال ۱۹۸۶ تأسیس شد و برگرفته از مؤسسه عالی مطالعات سینمایی (به فرانسوی: IDHEC) که در سال ۱۹۴۳ ایجاد شده‌است، می‌باشد.
این مرکز از سال ۱۹۹۹ در هجدهمین سالن ناحیه ۱۸ پاریس، در خیابان شماره ۶ فرانکور (بهفرانسوی: 6 Rue Francœur)، در ساختمانهای استودیوی سابق به نام پته نتان (به فرانسوی: Pathé-Natan) واقع شده‌است. این مدرسه به همراه مدرسه عالی ملی لوئی- لومیر (Louis-Lumière)، مدرسه ملی سینه فبریک (CinéFabrique) و مدرسه عالی سمعی بصری تولوز که تحت نظارت آموزش ملی است، چهار مدرسه عمومی سینما در فرانسه هستند. بخشی از حلقه مدارس سینمایی مشهور بین‌المللی یعنی ان اف تی اس (NFTS) در لندن، مدرسه تیش (به انگلیسی: Tisch) در نیویورک، یو اس سی (USC) در لس آنجلس و فامو (FAMU) در پراگ را تشکیل می‌دهد.
مجلات حرفه ای آمریکایی واریته (به انگلیسی: Variety) و گزارش هالیوود (The Hollywood Reporter) آن را در بین بهترین مدارس فیلم در جهان قرار داده‌اند. در سال ۲۰۱۲، در رتبه‌بندی آن برای بهترین مدارس فیلم در جهان، که شامل مدارس مستقر در ایالات متحده بود، مجله هالیوود ریپورتر مدرسه ملی صدا و تصویر فرانسه را در رده ششم جهان قرار داد. در سال ۲۰۱۴، در رتبه‌بندی بهترین مدارس مستقر در خارج از ایالات متحده، این مجله این مدرسه را در رتبه سوم، بعد از ان اف تی اس (NFTS) در لندن و مدرسه سینما لودز قرار داد.
مدرسه ملی تصویر و صدا به دشواری در آزمون ورودی (میزان موفقیت ۳٪ و فقط ۱٪ برای گروه تولید) و همچنین به دلیل اهمیت وسایل فنی که در اختیار دارد، مشهور است.

## آموزش
این مدرسه آموزش‌های اولیه (به مدت: ۴ سال)، کارگاه‌های آموزش مداوم، یک دانشگاه تابستانی (به مدت ۹ هفته)، یک برنامه فرصت‌های برابر (به مدت: ۳ هفته)، یک کارگاه آموزشی لودویگسبورگ -پاریس (به مدت: ۱ سال)، دکترا (به مدت: ۳ سال) و یک برنامه خاص اقامتی (la Résidence) (به مدت: ۱ سال) را ارائه می‌دهد.

### آموزش اولیه
این مدرسه در آموزش‌های اولیه یک دوره اصلی (با هفت تخصص) و دوره‌های جدید (با سه تخصص) ارائه می‌دهد.

### دوره اصلی
دانشجویان پس از دو سال آموزش عالی با کنکور پذیرفته می‌شوند، بعد از این دانشجویان تحت یک برنامه چهار ساله در یکی از هفت تخصص پیشنهادی ادامه می‌دهند: کارگردانی، فیلمنامه، تولید، تصویر، صحنه آرایی، صدا و منتاژ، نویسندگی و توزیع و پخش. انتقال از یک سال به سال دیگر به‌صورت خودکار و بدون آزمون است، و فقط آزمون ورودی و موقع دفاع است که آزمون وجود دارد. در این مرحله در هر سال حدود ۴۰ دانشجو دارد (شش دانشجو در هر گروه آموزشی، به جز در دکوراسیون که فقط چهار نفر وجود دارد).

### دوره‌های جدید
سه دوره «تکمیلی» نیز ارائه می‌شود که کم و بیش در دوره اصلی ادغام شده‌اند.
دوره نویسندگی: این دوره ۴ دانشجو پذیرش می‌کند. امتحان ورودی هر دو سال یکبار انجام می‌شود. مدت زمان دوره ۱۸ تا ۲۸ ماه است. در سال اول، دانشجویان این بخش در دروس مشترک ارائه شده با همه هفت بخش شرکت می‌کنند. در سال دوم، آنها درس‌های اختصاصی را دنبال می‌کنند و در پایان دوره نیز پایان‌نامه می‌نویسند، که آن را به هیئت داوران متشکل از متخصصان ارائه می‌دهند.
دوره توزیع و پخش: از سال ۲۰۰۳، بخش توزیع و پخش حدود ۸ دانشجو پذیرش کرده‌است: ۳ نفر در توزیع، ۵ نفر در پخش. مدت زمان آن ۲ سال است. با این بخش که در سال ۲۰۰۳ افتتاح شده‌است، مدرسه ملی تصویر و صدا قصد دارد تا کادر و مدیران شرکتهای سینمایی را به همان اندازه که نسبت به ایجاد این شرکت‌ها دغدغه دارند آنها را نسبت به مشکلات کارآفرینی در این زمینه نیز آشنا کند. آموزش در سه مرحله برگزار می‌شود. در ترم اول، دانشجویان دروس عمومی را که برای همه بخش‌های دیگر مشترک است، دنبال می‌کنند. آنها سپس یک دوره تخصصی (به مدت یک ترم) را طی می‌کنند و در پایان این دروس، به پایان‌نامه و دوره کارآموزی خود می‌پردازند (به مدت یک ترم).
دوره ساخت سریال‌های تلویزیونی: دوره که در سال ۲۰۱۳ راه اندازی شد، ۱۲ ماه است و از ۱۰ دانشجوی زیر ۳۰ سال، در سطح «کارشناسی ارشد» همراه با داشتن تجربه نوشتن پذیرش می‌کند. این هزینه تا حدودی توسط شبکه یک تلویزیون فرانسه، تلویزیون فرانسه و شبکه کانال+ تامین می‌شود. منسوجات الیس (به فرانسوی: Textapes d'Alice) وب‌های می تراش و می تراندی، که توسط فرانسه ۴ پخش می‌شود، از اولین کارهای آن بودند.

### تحصیلات پیوسته
از سال ۱۹۹۶، مدرسه ملی تصویر و صدا کارگاه‌های تحصیلات پیوسته را به متخصصان این بخش که مایل به توسعه حرفهٔ خود یا گسترش فعالیت‌های خود با کاوش در زمینه‌های جدید هنری و فنی هستند، ارائه داده‌است. مدت زمان این دوره‌ها از چند روز تا چند ماه طول می‌کشد، این دوره‌های آموزشی با شرکای مختلف در سطح بین‌المللی (برنامه رسانه ای اتحادیه اروپا)، و همچنین در سطح ملی یا منطقه ای (شوراهای منطقه ای، مراکز تولید منطقه ای) اجرا می‌شود. بیشتر آنها مورد تأیید مرکز افداس (به فرانسوی: Afdas) هستند.
زمینه‌های ارائه شده عبارتند از:
· مستند (کارگاه مستند و کارگاه مستند اروپایی اچیدوک که مبتنی بر بایگانی است)
· فیلمنامه (کارگاه نویسندگی و کارگاه بازنویسی)
· تولید در اروپا (کارگاه / مستر کلاس)
· اصول کارگردانی، آموزش ابتدائی سینما
· بازنویسی فیلمنامه (کارگاهی برای فیلمنامه نویسان و بازیگر-کارگردانانی که باید در بازنویسی فیلمنامه فیلم‌هایشان پشتیبانی شوند).

### دانشگاه تابستانی
از سال ۱۹۸۹، مدیر سمعی و بصری خارجی وزارت امور خارجه و مدرسه عالی تصویر و صدا هر سال «دانشگاه تابستانی» را پیشنهاد می‌کنند، که پذیرای دانشجویان خارجی در سینما یا سمعی و بصری یا متخصصان جوان خارجی که در سینما فعالیت می‌کنند و زیر ۳۰ سال هستند، می‌باشد. این دوره عبارت است از یک برنامه عملی در زمینه مستند که ۹ هفته با ۵ روز درس فشرده در هفته برگزار می‌شود. ۱۲ کارآموز که از مغرب، آفریقا، آمریکای لاتین، آسیا (به جز کره جنوبی، ژاپن و سنگاپور)، اروپای مرکزی و اروپای شرقی (به غیر از کشورهای اتحادیه اروپا) و خاورمیانه هستند.

### کارگاه لودویگسبورگ - پاریس
این برنامه یکساله برای تولیدکنندگان و توزیع کنندگان جوان، که دارای حداقل مدرک دیپلم ۳ از اتحادیه اروپا باشند، می‌باشد. شرکت کنندگان در ۴ سمینار که بین لودویگسبورگ (آکادمی فیلم بادن-وورتمبرگ) و پاریس تقسیم می‌شود، شرکت می‌کنند. این دوره آموزشی همچنین شامل جلسات کاری در جشنواره‌های اولین پلان در آنجرز، کن، لندن و برلین است. این کارگاه هر ساله ۱۸ کارآموز را جمع می‌کند: ۱/۳ زبان فرانسوی، ۱/۳ آلمانی و ۱/۳ از کشورهای دیگر اتحادیه اروپا. در پایان آتلیه لودویگسبورگ - پاریس، شرکت کنندگان فیلم‌های کوتاهی با همکاری شبکه آرته (به فرانسوی: ARTE)، آکادمی فیلم بادن-وورتمبرگ و مدرسه ملی تصویر و صدا تولید می‌کنند. این فیلم‌ها به جشنواره‌ها ارسال شده و از شبکه ارته (به فرانسوی: ARTE) پخش می‌شوند.

### برنامه فرصت‌های برابر
در سال ۲۰۰۸، دو برنامه به نام «فرصتهای برابر» با همکاری بنیاد فرهنگ و تنوع فرهنگی آغاز شد. یکی مربوط به دانش آموزان دبیرستانی در درس گرایش است؛ که یک معرفی مدرسه در شصت و هشت دبیرستان فرانسه که در مناطق اولویت آموزش هستند انجام شده و پس از آن جلساتی با شرکت کنندگان و دانش آموزان مدرسه برگزار می‌شود. ایده ای، که توسط کلود میلر دفاع می‌شد، این بود که «دانش آموزان دبیرستانی را به مطالعات هنری حساس کنید، تا به آنها نشان دهید که در مطالعات هنر در دسترس آنها است. هیچ‌کس نباید از شرکت در کنکور مدرسه عالی تصویر و صدا خودداری کند (...) ما دیگر نمی‌توانیم از شایسته سالاری فرانسه راضی باشیم. ما هر روز محدودیت‌های آن را می‌بینیم. این وظیفه ما به عنوان سینماگر است که این حرفه را از لحاظ اجتماعی عمومی تر کنیم».
برنامه دوم برای حدود پانزده دانش آموز از دانش آموزان دارای اولویت تحصیلی یا دارندگان بورس تحصیلی در آموزش عالی، که می‌خواهند آزمون کنکور ملی را بگذرانند. این کارگاه به‌صورت رایگان انجام می‌شود و به مدت سه هفته در طول تابستان در مدرسه عالی تصویر و صدا برگزار می‌شود. دانش آموزان در ساخت فیلم‌های داستانی کوتاه مشارکت کرده و همچنین در کنفرانس‌های سینما، تاریخ سینما، حرفه‌های سینمایی و رویکردهای مختلف درمورد آن شرکت می‌کنند. جلساتی با متخصصان این صنعت و دانشگاهیان نیز برگزار می‌شود (رجیس وارنایر، سلین سیامما، کلود میلر، آلن برگلا، نیکول برنز در سال 2010). اگرچه این برنامه عمومی مورد توجه کافی قرار می‌گیرد، ولی برخی از تردیدها - همان‌طور که لوئیس مورین، مدیر مرکز رصد نابرابریها در مورد آن بیان می‌کند - دربارهٔ اثربخشی واقعی آن وجود دارد. برنامه دوم به داوطلبان آینده مدرسه عالی تصویر و صدا اجازه می‌دهد تا خود را با تاریخ و فنون سینما آشنا کنند.

### دکترا
برنامه دکترا برای پنج دانشکده بزرگ ملی مشترک است: مدرسه عالی تصویر و صدا، مدرسه ملی هنرهای زیبا، هنرستان ملی هنرهای دراماتیک، هنرستان ملی موسیقی و رقص در پاریس، مدرسه ملی هنرهای تزئینی و همچنین مدرسه ملی. مدرسه عالی تصویر و صدا هر سال یک دانشجوی دکترا را انتخاب و آن را پذیرش می‌کند. این دانشجوی دکترا پایان‌نامه خود را با نظارت یک فیلمساز و همچنین یک استاد راهنمای پایان‌نامه که مجاز به نظارت بر تحقیق باشد انجام می‌دهد.

### برنامه رزیندس (اقامت)
رزیدنس یک دوره ۱۱ ماهه تمام وقت است که به چهار کارگردان زیر سی سال، دارای مدرک یا بدون مدرک، که قبلاً بازیگر یک فیلم کوتاه بوده‌اند و شرایط لازم برای قبولی در آزمون مدرسه را ندارند، ارائه می‌شود. این برنامه که در سال ۲۰۱۵ راه اندازی شده‌است که از تمریناتی که در آموزش‌های اولیه انجام می‌شود، الهام گرفته شده‌است، اما عمدتاً با هدف تولید انجام می‌شود.

## وسایل و تجهیزات
خدمات مدرسه در سه ساختمان با مساحت کلی ۹۷۰۰ متر مربع ارائه می‌شود. دارای ۴ مرکز فیلم‌برداری می‌باشد که به‌طور میانگین هر کدام به مساحت ۲۲۰ متر مربع است و میراث شرکت پات است، جایی که مارسل کارن فرزندان بهشت، و روبرت برسون بانوان جنگل‌های بولونی را فیلمبرداری کرده‌است. این مدرسه همچنین دارای ۲ سالن میکس دیجیتال و ۳ اتاق نورپردازی (اتاق ژان رنوار با ۱۷۰ صندلی، اتاق ژاک دمی با ۶۰ صندلی و اتاق آلیس گای با ۲۰ صندلی)، مجهز به دولبای (به انگلیسی: dolby)، دی تی اس، باند دوبل، فیلم و دی وی دی (DVD) است. دانش آموزان دارای یازده دوربین ۱۶ و سوپر ۱۶، چهار دوربین ۳۵ میلی‌متری، پنج دوربین (Betacam SP)، پنج دوربین ۳۰۰ یا 400 (DSR)، بیست و نه اتاق منتاژ دیجیتال، اتاق تست دوربین، آزمایشگاه عکس و استودیوی ضبط صدا می‌باشند. ده‌ها کلاس درس، یک اتاق بازیگری، یک کتابخانه ویدیویی، یک سالن غذاخوری و اتاق‌های تولید نیز برای دانشجویان در دسترس است. یک مغازه نجاری با دو کارمند، امکان تولید تزئینات را فراهم می‌آورد. این مدرسه از کوداک، فوجی فیلم، واریفلکس کمک‌های تجاری دریافت می‌کند و توسط سازمان‌هایی مانند ADAMI ,SCAM ,SACEM و پروسیرپ (به انگلیسی:Procirep) پشتیبانی می‌شود.
صد فیلم، با قالب‌های مختلف و ترویج آموزه‌های مختلف، هر ساله توسط دانش آموزان در مدرسه عالی تصویر و صدا تولید می‌شود. یک دانش آموز، درهر گروه آموزشی که باشد، در حین تحصیل به‌طور متوسط ۴ فیلم تولید می‌کند (گاهی اوقات به‌طور قابل توجهی بیشتراست، به‌طور مثال اگر در گروه کارگردانی ثبت نام کرده باشد).

## تیم آموزشی
این مدرسه معلمان دائمی را استخدام نمی‌کند بلکه فراخوانی به متخصصین حرفه ای می‌دهد. از این رو ۳۰۰ متخصص شاغل دعوت می‌شوند که هر سال بر کار دانشجویان نظارت کنند. سینما گرانی مانند ژان ژاک آنود، سدریک کلاپیچ، کریستف هونوره، تونی گاتلیف، خاویر باووئیس یا حتی دانیل تامپسون در مدرسه عالی تصویر و صدا یا تدریس می‌کنند یا اینکه در اینجا آموزش دیده‌اند. این مدرسه همچنین به‌طور مرتب از فیلمسازان خارجی دعوت می‌کند، که فیلم‌های خود را ارائه دهند و به سؤالات دانشجویان پاسخ دهند (به عنوان مثال عباس کیارستمی، دیوید کراننبرگ یا وودی آلن).

## هزینه شهریه
شهریه به دستور وزارت فرهنگ تعیین می‌شود. در سال ۲۰۱۶، آنها مبلغ ۴۳۳ یورو در سال (که دارندگان بورس تحصیلی معاف شده بودند) را اختصاص دادند.

## کنکور

### شرایط
آزمون مدرسه عالی تصویر و صدا یکی از دشوارترین آزمون‌های مدارس بزرگ فرانسه است. این دوره تقریباً پنج ماه، از مارس تا ژوئیه برگزار می‌شود و به بیش از ۲۰۰ فیلمنامه نگار و هیئت منصفه لازم است، که از بین حرفه ای‌های سینما انتخاب شده‌اند.
ثبت نام برای دارندگان دیپلم که گواهی دو سال تحصیل کارشناسی (سه سال برای داوطلبان گروه توزیع / پخش)، دارای سن زیر ۲۷ سال در تاریخ ۱ ژانویه سال آزمون یا برای داوطلبان در سنین کمتر از ۳۰ سال در تاریخ ۱ ژانویه سال آزمون که قادر به اثبات یک فعالیت حرفه ای حداقل در چهار سال اخیر باشند، می‌باشد. در حقیقت، بسیاری از دانشجویان مدرک دیپلم ۳ را بدست آورده‌اند. داوطلبان فرانسوی و اروپایی کنکور ملی را می‌گذرانند و داوطلبان خارجی که متعلق به اتحادیه اروپا نیستند، کنکور بین‌المللی را که در سفارتخانه‌های فرانسه در خارج از کشور برگزار می‌شود، می‌گذرانند. هر داوطلب باید هنگام ثبت نام بخشی را که مایل به تحصیل در آن بخش است، ذکر کند.
همه نامزدها باید فرانسوی زبان باشند و بیش از سه بار نمی‌توانند در این آزمون شرکت کنند.

## تاریخچه

### از مؤسسه عالی مطالعات سینما تا مدرسه عالی تصویر و صدا (۱۹۸۴–۱۹۸۸)
مدرسه عالی تصویر و صدا جایگزین مؤسسه عالی مطالعات سینما (۱۹۴۳–۱۹۸۶) شده که کار آن آموزش متخصصین برای سینمای فرانسه و جهان است. علی‌رغم شهرت مؤسسه عالی مطالعات سینما (IDHEC) که در سال ۱۹۷۴ در بری سور مارن در محوطه اینا(INA) تأسیس شد، شاهد افت فعالیت و شهرت آن بودیم. ورود جناح چپ به قدرت در سال ۱۹۸۱ فرصتی برای تعریف مجدد نقش و کادر آن فراهم کرد. پروژهٔ «کاخ تصویر» (که می‌توانست هنر عکاسی را نیز در بر بگیرد) راه اندازی شد و پس از آن پروژه دیگری محدودتر به نام «کاخ سینما» شروع شد. این پروژه در تلاش است تا با یک مدرسه جدید سینما و کتابخانه فیلم ارتباط برقرار کند. گزارشی، معروف به «گزارش بردین» (ژوئن ۱۹۸۴) قوانین آینده مدرسه عالی تصویر و صدا را بر اساس آموزش چند رشته‌ای رایگان، کنکور برای دیپلم ۲، دوره مطالعاتی سه ساله، ایجاد هفت بخش و یک گشایش در دنیای حرفه ای ارائه می‌دهد. جک گاجوس، آن زمان مدیر آژانس توسعه سینمای منطقه ای، به عنوان رئیس این مرکز انتخاب شد.
در فوریه ۱۹۸۶، به همت ژاک لانگ، مؤسسه عالی مطالعات سینما به مؤسسه ملی تصویر و صدا (INIS) تبدیل شد. هنگامی که جناح راست به قدرت می‌رسد، معاون دولت در امور فرهنگی، فیلیپ دو ویلیز، مؤسسه ملی تصویر و صدای تازه ایجاد شده را به بنیاد اروپایی تصویر و صدا، با اساسنامه انجمنی (قانون ۱۹۰۱)، تبدیل می‌کند[47]. در نوامبر ۱۹۸۶، فرانسوا لیوتار، وزیر فرهنگ آن زمان، این مدرسه را که در پله دو توکیو، روبروی موزه هنرهای مدرن شهر پاریس واقع شده‌است، را به ریاست نویسنده و فیلمنامه‌نویس ژان- کلود کاریر افتتاح کرد. فیلمسازان مانند نئومی لوویکی، آرنود د پلیر، سلوگ انسپاش، کریستین کریر، امی دلوز، منوئل پرادال، سوفی فیلیر از جمله دانشجویان دوره اول هستند. ژان لوک گدار، که امتحان ورودی مؤسسه عالی مطالعات سینما (IDHEC) را در سال ۱۹۴۹ گرفته بود، در مدرسه تدریس می‌کند و همچنین فیلسوف ژیل دلوز کنفرانس مهمی تحت عنوان «عمل ایجاد چیست؟» در آنجا برگزار می‌کند. این مدرسه تا سال ۱۹۹۸ به صورت انجمنی فعالیت می‌کرد.

### آغاز دشوار ۱۹۸۸–۱۹۹۶
در سال ۱۹۸۸، کارمندان مؤسسه عالی مطالعات سینما در ادغام مدرسه قدیمی با مدرسه جدید به مدرسه عالی تصویر و صدا پیوستند؛ بنابراین مؤسسه عالی مطالعات سینما به‌طور رسمی در ۲۴ مارس ۱۹۸۸ منحل شد[51]. در ۱۹۹۰، امتحان ورودی مدرسه هزار داوطلب را جمع کرد. بخش «نویسندگی» نیز در سال ۱۹۹۳ ایجاد شد.

## بودجه
بودجه سالانه مدرسه در سال ۲۰۱۶ تقریباً ۱۰٫۷ میلیون یورو بود. ۷۶ درصد بودجه آن توسط کمک هزینه مرکز ملی سینما، ۱۷ درصد متشکل از منابع خاص یا سایر کمک‌های مالی و ۷ درصد از پرداخت مالیات کارآموزی توسط شرکتهای بخش سینمایی و سمعی و بصری تأمین می‌شود.
در سال ۲۰۰۶، مبلغ ۹٫۷۶ میلیون یورو و در سال ۲۰۰۷، ۱۰ میلیون، در سال ۱۹۹۷، ۴۴٫۹ میلیون فرانک، در سال ۱۹۹۸ ۳۱٫۵۰ میلیون فرانک بود. از سال ۱۹۹۸، این یارانه در عنوان سوم بودجه وزارت فرهنگ درج شده‌است و دیگر در بین اعتبارات موجود در عنوان چهارم اختصاص یافته به سه ان سه (CNC) نیست. مخارج مدرسه و رسیدهای آن توسط یک ناظر مالی که به وزارت بودجه گزارش می‌دهد، به طور دائم کنترل می‌شود. مدرسه برای خریدهای خود مشمول دستورالعمل شماره ۲۰۰۵–۶۴۹ مورخ ۶ ژوئن ۲۰۰۵ و فرمان اجرای آن به شماره ۲۰۰۵–۱۷۴۲ در تاریخ ۳۰ دسامبر ۲۰۰۵ است.

## انتشارات
مطابق اساسنامه، مدرسه همچنین یک انتشارات دارد. آثار منتشر شده، که در کتابفروشی‌ها و در مدرسه فروخته می‌شوند، عمدتاً مربوط به تکنیک و فنون سینمایی است. آنها توسط متخصصین سینما که در مدرسه تدریس می‌کنند تأیید شده‌اند، مانند سردبیر آلبرت یورگنسون (تمرین ویرایش)، کارگردان عکاسی آرتور کلوکت (مقدمه ای از تصویر فیلم) یا فیلمنامه نویسان ژان کلود کارری (داستانی بگویید). مدرسه همچنین در نمایشگاه‌های دفترچه سینما، فیلم خانه فرانسه یا یلو ناو (Yellow Now) شرکت می‌کند. تقریباً در هر ده سال یک فهرست از دانشجویان سابق خود و همچنین سالانه کنکورهایش منتشر می‌کند.